# Arsen Zacharian
Arsen Norajrowicz Zacharian (ros. Арсен Норайрович Захарян, orm. Արսեն Զախարյան; ur. 26 maja 2003 w Samarze) – rosyjski piłkarz pochodzenia ormiańskiego grający na pozycji środkowego pomocnika. Od 2023 jest zawodnikiem klubu Real Sociedad.

## Kariera klubowa
Swoją karierę piłkarską Zacharian rozpoczynał w juniorach takich zespołów jak: Krylja Sowietow Samara (2008-2016), Akademia Piłkarska Konopliowa (2016-2017) i Dinamo Moskwa (2017-2020). W 2020 roku został członkiem zespołu rezerw Dinama, a następnie pierwszego zespołu. W nim w Priemjer-Lidze zadebiutował 1 listopada 2020 w wygranym 2:1 wyjazdowym meczu z FK Tambow, gdy w 78. minucie zmienił Dmitrija Skopincewa. 28 lutego 2021 w zwycięskim 2:1 wyjazdowym spotkaniu z Achmatem Grozny strzelił swojego pierwszego gola w barwach Dinama.
| Sezon   | Klub            | Kraj  | Rozgrywki       | Mecze | Gole |
| ------- | --------------- | ----- | --------------- | ----- | ---- |
| 2020/21 | Dinamo Moskwa   | Rosja | Priemjer-Liga   | 13    | 3    |
| 2020/21 | Dinamo-2 Moskwa | Rosja | Wtoroj diwizion | 15    | 8    |

## Kariera reprezentacyjna
Zacharian grał w młodzieżowych reprezentacjach Rosji na szczeblach U-16, U-17 i U-21. Z kadrą U-21 wystąpił na Mistrzostwach Europy U-21 i w grupowym meczu z Islandią (4:1) zdobył gola.
W reprezentacji Rosji Zacharian zadebiutował 1 września 2021 w zremisowanym 0:0 meczu eliminacji do MŚ 2022 z Chorwacją, rozegranym w Moskwie.